# José Manuel Martínez Aguirre (periodista y político)
José Manuel Martínez Aguirre (Daya Nueva, 1923 - Alicante, 2013) fue un abogado, periodista y político valenciano. En 1940, a los 17 años, se trasladó a Alicante. Obtuvo la carrera de Derecho y también estudió en la Escuela Oficial de Periodismo. Trabajó como redactor de la Gaceta de Alicante, corresponsal de la Agencia EFE y redactor jefe de Información de 1943 a 1972, y de la Hoja del Lunes de 1941 a 1981. En 1969 dirigió el diario Así. Ejerció así mismo de abogado.  Se casó con María Gracia Román. Tuvieron 7 hijos.
Todo esto le proporcionó un prestigio que le valió en 1970 ser nombrado director del Servicio de Información y Prensa del Sindicato Vertical. Durante esos años también ejerció de director de Asuntos Jurídicos del Sindicato Vertical, vocal de la Cámara de la Propiedad Urbana y miembro del Consejo Provincial del Movimiento Nacional. Fue escogido regidor de Alicante en 1973 por el tercio de las corporaciones, y alcalde en enero de 1976 con el soporte de los regidores sindicales. También fue procurador en las últimas Cortes franquistas.
Durante su mandato destacó la instalación de la depuradora en el Barranco de las Ovejas y el acuerdo con Eusebio Sempere para la donación de su obra.
En 1978 pasó a dirigir el diario Eternidad. No dejó la política y se afilió a Unión Valenciana. En las elecciones de 1983 volvió a ser elegido concejal, bajo las siglas de Alianza Popular. Ejerció también de diputado provincial durante esa legislatura.
En 1999 escribió el libro Crónicas alicantinas de la Transición. 7 años más tarde publicó Memorias de otro milenio. Falleció el 18 de octubre de 2013 en Alicante.